# 케빈 피알라
케빈 피알라(독일어: Kevin Fiala, 1996년 7월 22일~)는 스위스의 아이스하키 선수로 포지션은 레프트윙이다. 현재 내셔널 하키 리그(NHL)의 로스앤젤레스 킹스 소속으로 뛰고 있다. 고국 스위스에서 유소년 선수로 활동하다가 2012년에 스웨덴으로 건너가 말뫼 레드호크스 유소년팀을 거쳐 HV71 선수로 활동했다. 그는 2014년 NHL 드래프트에서 전체 11위로 내슈빌 프레더터스에게 지명되어 2015년부터 NHL에서 활동하기 시작했다. 
스위스 아이스하키 국가대표팀의 일원으로 국제 대회에 참가했으며, 세계 선수권 대회에 5회 참가했다. 그는 2018년 세계 선수권 대회와 2024년 세계 선수권 대회에서 스위스 대표팀의 준우승에 기여하였다.